# Ботнарюк, Вадим Маркович
Вади́м Ма́ркович Ботнарю́к (10 апреля 1953, Бельцы, Молдавская ССР, СССР — 19 января 2008, Москва, Россия) — украинский и российский медиаменеджер, музыкальный продюсер, сооснователь интернет-портала TopHit. Генеральный директор Российской фонографической ассоциации (РФА) (2004—2008).

## Биография
Вадим Ботнарюк родился 10 апреля 1953 года в городе Бельцы (Молдавская ССР). Жил и учился в Николаеве (Украинская ССР/Украина).
В 1976 году закончил Николаевский кораблестроительный институт. С 1975 года играл в студенческой рок-группе «Гаудеамус» из Николаева. В начале 80-х годов — в группе «Орбита». С 1997 по 2008 год жил и работал в Москве.
19 января 2008 года Вадим Ботнарюк скончался в Боткинской больнице Москвы. Причиной его смерти стала открытая черепно-мозговая травма, нанесённая неизвестными преступниками вечером, 15 января 2008 года, во дворе дома в Москве, где проживал Вадим Ботнарюк.
Сразу же после покушения и ещё до смерти российская пресса выступила с публикациями о том, что деятельность Ботнарюка, направленная на справедливое распределение доходов от продажи музыки в пользу музыкантов, была неугодна криминальным элементам, захватившим этот рынок. При жизни Ботнарюку не раз поступали угрозы в связи с этим. Однако правоохранительные органы не работали в этом направлении и не нашли убийц.

## Профессиональная деятельность
В 1992 году стал одним из основателей и директором «Radio Set» — первой негосударственной FM-радиостанции Николаева и одной из первых частных станций Украины.
В 90-е годы Вадим Ботнарюк, Ким Брейтбург, Евгений Фридлянд организовали и провели масштабный проект «Диалог» по поиску и продвижению молодых исполнителей через региональные радиостанции. Каждая из 50 радиостанций-участников «Диалога» представляла на суд многомиллионной аудитории две песни «своего» локального артиста. После полугода ротации слушатели каждой станции голосованием определяли лучшие песни и артистов. Самые известные «выпускники» «Диалога» — Николай Трубач, Константин и Валерий Меладзе.
С 1997 по 2003 год возглавлял рекорд-лейбл «АРС-Рекордз», входивший в холдинг АРС композитора и продюсера Игоря Крутого. Под руководством Вадима Ботнарюка компания «АРС-Рекордз» выпустила сотни альбомов популярных российских исполнителей. В их числе Андрей Губин, Руки Вверх!, Николай Трубач, Юрий Шатунов, Дима Билан, Валерий Меладзе, Борис Моисеев, Дискотека Авария, ВИА Гра, Валерия, Премьер-Министр, Данко, A'Studio, Лайма Вайкуле, Игорь Крутой, Филипп Киркоров, Игорь Николаев, «Блестящие» и многие другие.
В 2003 году возглавил продюсерскую компанию «Новое время».
В 2002–2003 являлся продюсером певицы МакSим.
С 2002 по 2008 год принимал активное участие в создании и развитии музыкальной платформы TopHit (совместно с Игорем Краевым). 
С 2004 года — возглавил Российскую фонографическую ассоциацию (РФА), организацию правообладателей по коллективному управлению смежными правами.